# Neruda Volley
Volksbank Südtirol Bolzano – żeński klub siatkarski z Włoch, powstały w 1978 r. w Bronzolo jako Neruda Volley. Klub występuje w rozgrywkach Serie A, do których awansował po raz pierwszy w sezonie 2015/16.

## Sukcesy
Puchar Włoch w Serie A2:
- 2015

## Zawodniczki

### Kadra 2016/17
| Nr | Imię i nazwisko     | Data ur. | Wzrost | Pozycja      |
| -- | ------------------- | -------- | ------ | ------------ |
| 1  | Floriana Bertone    | 1992     | 202    | środkowa     |
| 2  | Alessia Zancanaro   | 1998     | 192    | libero       |
| 3  | Eleonora Bruno      | 1994     | 180    | libero       |
| 5  | Matea Ikić          | 1989     | 185    | przyjmująca  |
| 6  | Tereza Rossi        | 1982     | 191    | atakująca    |
| 7  | Natasha Spinello    | 1998     | 173    | rozgrywająca |
| 8  | Christina Bauer     | 1988     | 196    | środkowa     |
| 9  | Valeria Papa        | 1989     | 183    | przyjmująca  |
| 10 | Giulia Pincerato    | 1987     | 182    | rozgrywająca |
| 11 | Sanja Popović       | 1984     | 186    | atakująca    |
| 13 | Bruna Ana Vranković | 1998     | 187    | atakująca    |
| 14 | Michelle Bartsch    | 1990     | 193    | przyjmująca  |
| 18 | Marina Zambelli     | 1990     | 187    | środkowa     |

### Kadra 2015/16
| Nr | Imię i nazwisko    | Data ur. | Wzrost | Pozycja               |
| -- | ------------------ | -------- | ------ | --------------------- |
| 1  | Anna Newsome       | 1997     | 176    | rozgrywająca          |
| 2  | Sara Paris         | 1985     | 165    | libero                |
| 3  | Ilaria Garzaro     | 1986     | 189    | środkowa              |
| 4  | Prisilla Rivera    | 1984     | 186    | przyjmująca           |
| 5  | Brayelin Martínez  | 1996     | 201    | przyjmująca/atakująca |
| 6  | Brittney Page      | 1984     | 184    | przyjmująca           |
| 9  | Elisa Manzano      | 1985     | 188    | środkowa              |
| 10 | Sara Bertolini     | 1991     | 180    | środkowa              |
| 11 | Martina Boscoscuro | 1988     | 165    | libero                |
| 14 | Rebecka Lazic      | 1994     | 185    | przyjmująca           |
| 15 | Bernarda Brčić     | 1991     | 190    | rozgrywająca          |
| 16 | Tiziana Veglia     | 1992     | 185    | środkowa              |
| 17 | Kathrin Waldthaler | 1990     | 184    | atakująca             |
| 18 | Gina Mambrú        | 1986     | 180    | atakująca             |